# Nicolas-Martial Foacier
Nicolas-Martial Foacier ou Fouacier (né à Versailles le 8 octobre 1744 et mort dans la même ville le 8 mai 1798) est un architecte français.

## Biographie
En 1781, il est inspecteur des bâtiments du Roy et commissaire voyer de la Maison du Roy, lorsqu'il épouse Geneviève Victoire de Touchet à Versailles.

## Sources
- Michel Gallet, Architectes parisiens du dix-huitième siècle, 1995
- Archives nationales, Versailles: dessins d'architecture de la Direction générale des bâtiments du roi. Le château, les jardins, le parc, Trianon, La Documentation Française, 1983